# Klas Lestander
Klas Ivar Vilhelm Lestander (18. dubna 1931 Arjeplog – 13. ledna 2023) byl švédský biatlonista a historicky první olympijský vítěz v tomto sportu.
Pocházel ze severního Švédska, v jeho rodišti byl po něm pojmenováno náměstí. Vyučil se tesařem, jeho zálibou byl lov a jízda na lyžích. Při premiéře biatlonu na Zimních olympijských hrách 1960 ve Squaw Valley získal v závodě na 20 km zlatou medaili, když zaběhl až patnáctý nejlepší čas, avšak ve střelbě byl bezchybný. Kromě něj dokázal pro Švédsko vybojovat olympijské zlato v individuálním mužském biatlonu pouze Björn Ferry v roce 2010.
Na mistrovství světa v biatlonu 1961 v Umeå obsadil spolu s Tage Lundinem a Stigem Anderssonem třetí místo v soutěži družstev a v soutěži jednotlivců skončil devátý. Po šampionátu ukončil sportovní kariéru. Ve věku 68 let se stal mistrem Švédska ve sportovním rybolovu.
Jeho syn Dan Lestander (* 1959) se prosadil jako sochař a fotograf.